# 兵庫県道22号神戸三木線
兵庫県道22号神戸三木線（ひょうごけんどう22ごう こうべみきせん）は、兵庫県神戸市から三木市を結ぶ主要地方道（兵庫県道）である。三木街道。

## 概要

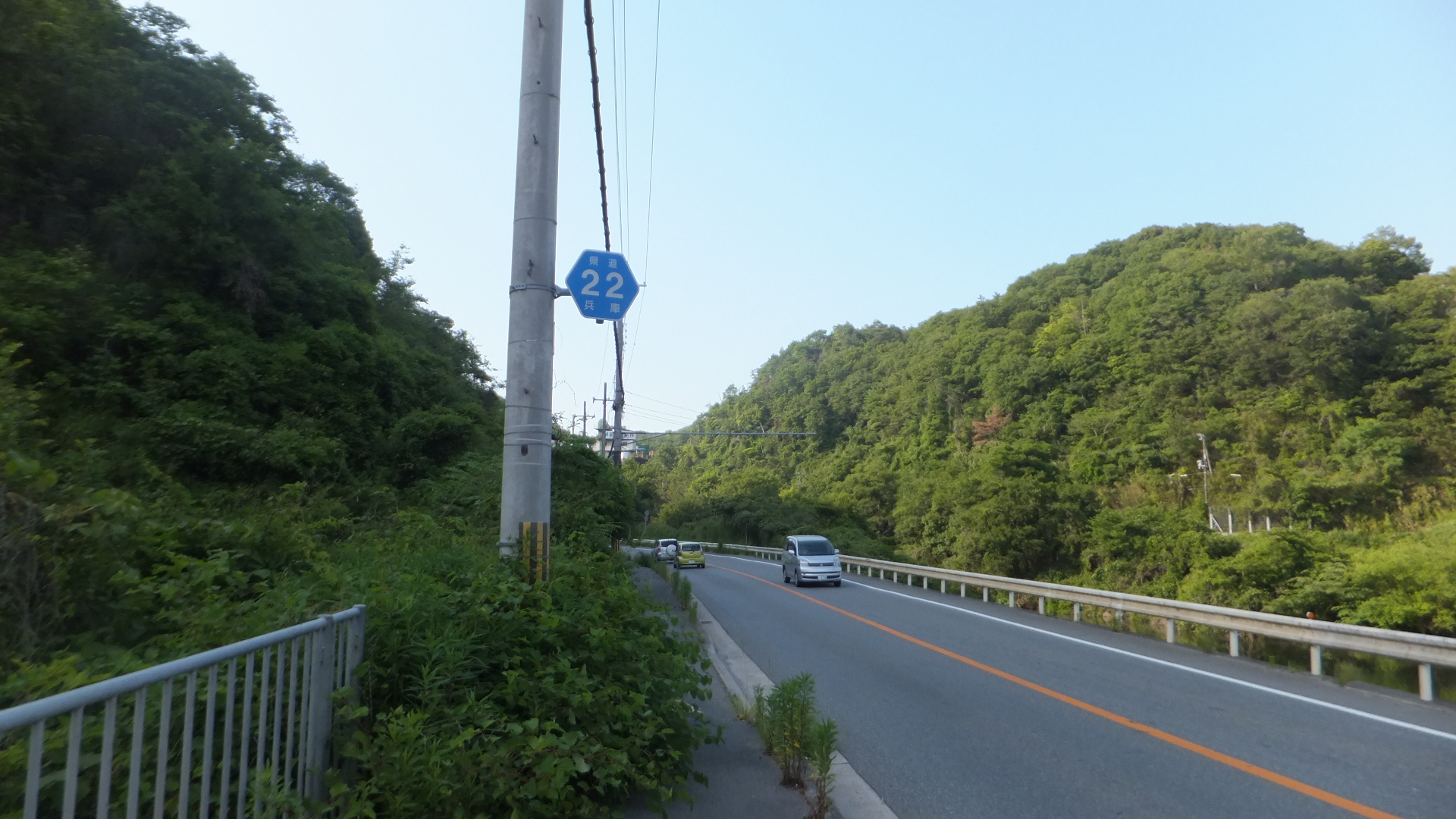
本道の標識
神戸市西区伊川谷町布施畑で撮影

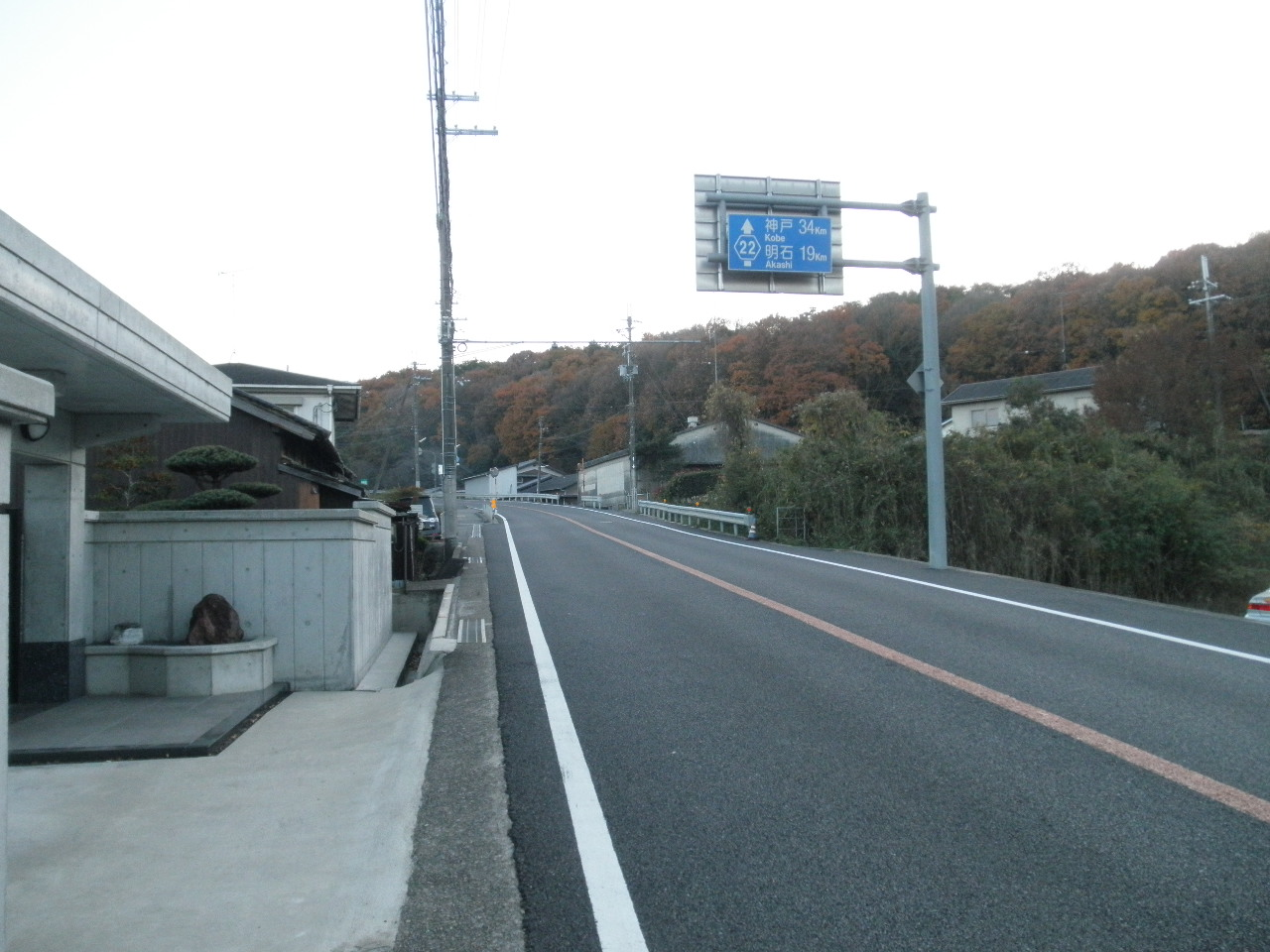
終点付近
三木市福井3丁目で撮影

### 神戸市
長田区
この区間は、かつて地上を走っていた山陽電気鉄道本線が1995年に地下化された際の線路跡地を整備して道路に転用したものである。線路際の側道も含めて整備したことから、全線4車線であるが、路線幅が狭く、車の通行量が多い。
須磨区
須磨区に入ってからも、しばらくは山陽電鉄本線の線路跡地を整備した区間を走る。かつて板宿駅が地上にあったあたりを過ぎ、妙法寺川に突き当たると右折して、川に沿う形で北西へ進路を変える。ここからは2車線区間となり、道路拡幅に向けた工事や用地買収が各所で行われているが、後述のとおり本道と妙法寺川の両岸に山が迫り、その周囲に人家が建て込んでいることから、進捗状況は施工区間によって差がある。板宿地区内は比較的平坦で、妙法寺川と本道の周囲に広がる住宅地の中を走るが、禅昌寺付近からは横尾山と高取山に挟まれた妙法寺川の河谷地帯に入り、やや山岳路線らしくなる。神戸市バス那須神社バス停近くで阪神高速道路神戸山手線と立体交差し、次の堂ノ下バス停付近までは本道と妙法寺川はもつれあうように何度も交差を繰り返し、周囲のわずかな平坦地には人家が建て込んでいる。妙法寺小学校を過ぎたあたりから広畑橋南交差点を過ぎるまでは、妙法寺川を離れてやや開けた地形となるが、ここまでは比較的緩やかな上り勾配である。再び妙法寺川沿いに走るが、白川峠に向けて徐々に勾配がきつくなり、車窓左手に一瞬だけ地上に出る山陽新幹線を望むと、車交差点で神戸市道夢野白川線が合流する。さらに登って白川峠を越えると、一転して下り坂となり、北西に向かって白川台と東白川台の間を通過する。この付近では白川小学校近くで合流する兵庫県道16号明石神戸宝塚線と重複しており、須磨区と西区にまたがるわずかな区間に4車線区間がある。

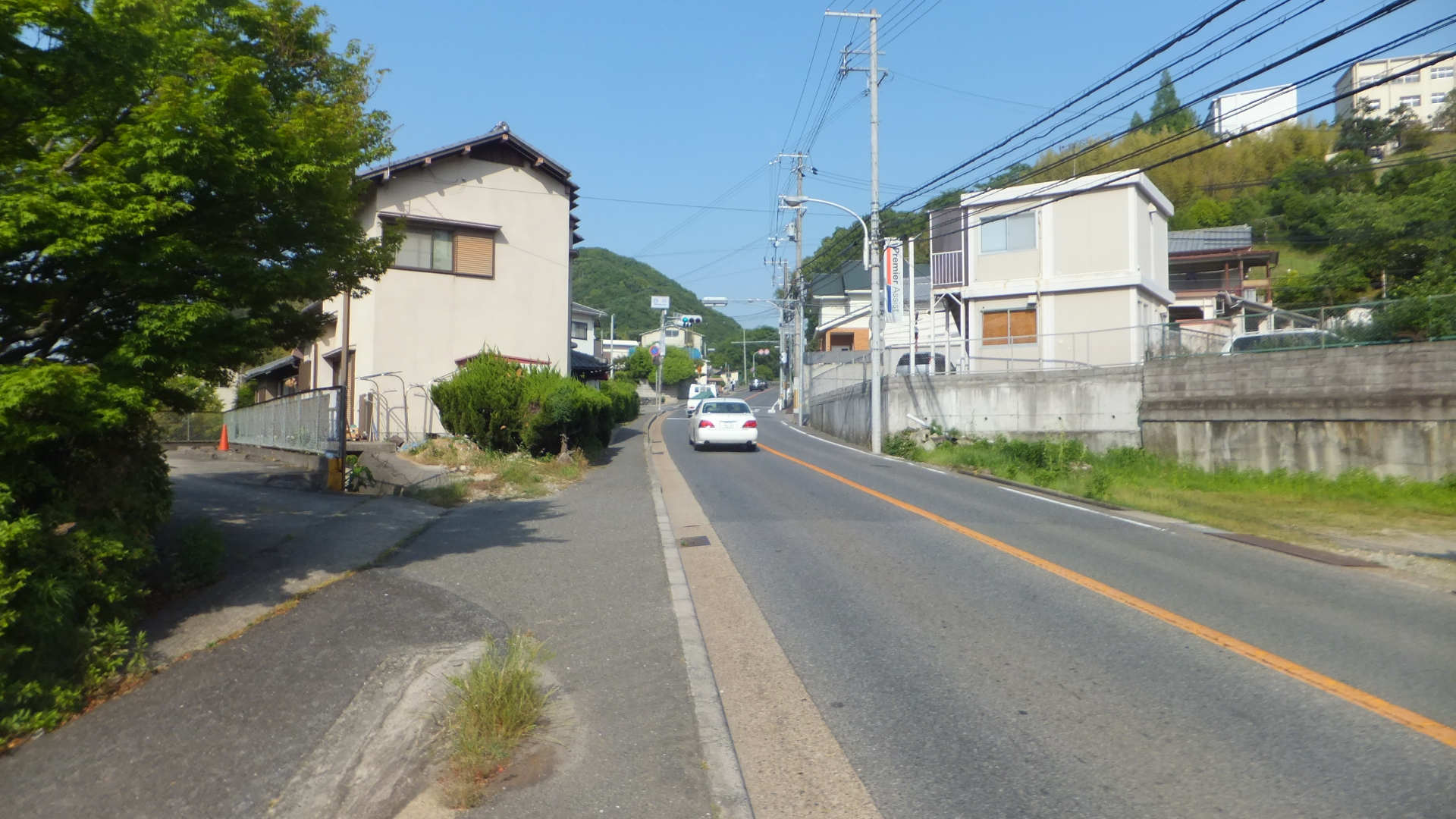
兵庫県道16号明石神戸宝塚線の交点付近で撮影 神戸市須磨区白川字上側地で撮影

西区
白川台の先から布施畑にかけて明石川支流の伊川に沿って西に向かう。この辺りは山岳路線であり、抜けたところに神戸複合産業団地がある。神戸複合産業団地内は以前は暫定2車線であったが、改良され、完成4車線である。かつての旧道はカーブが多い。西側は桜が丘・月が丘・美穂が丘・富士見が丘・北山台・高雄台の新興住宅地および農地・神戸電鉄粟生線の沿線を通る。兵庫県道83号平野三木線以西から三木市との境目の前は山岳路線である。

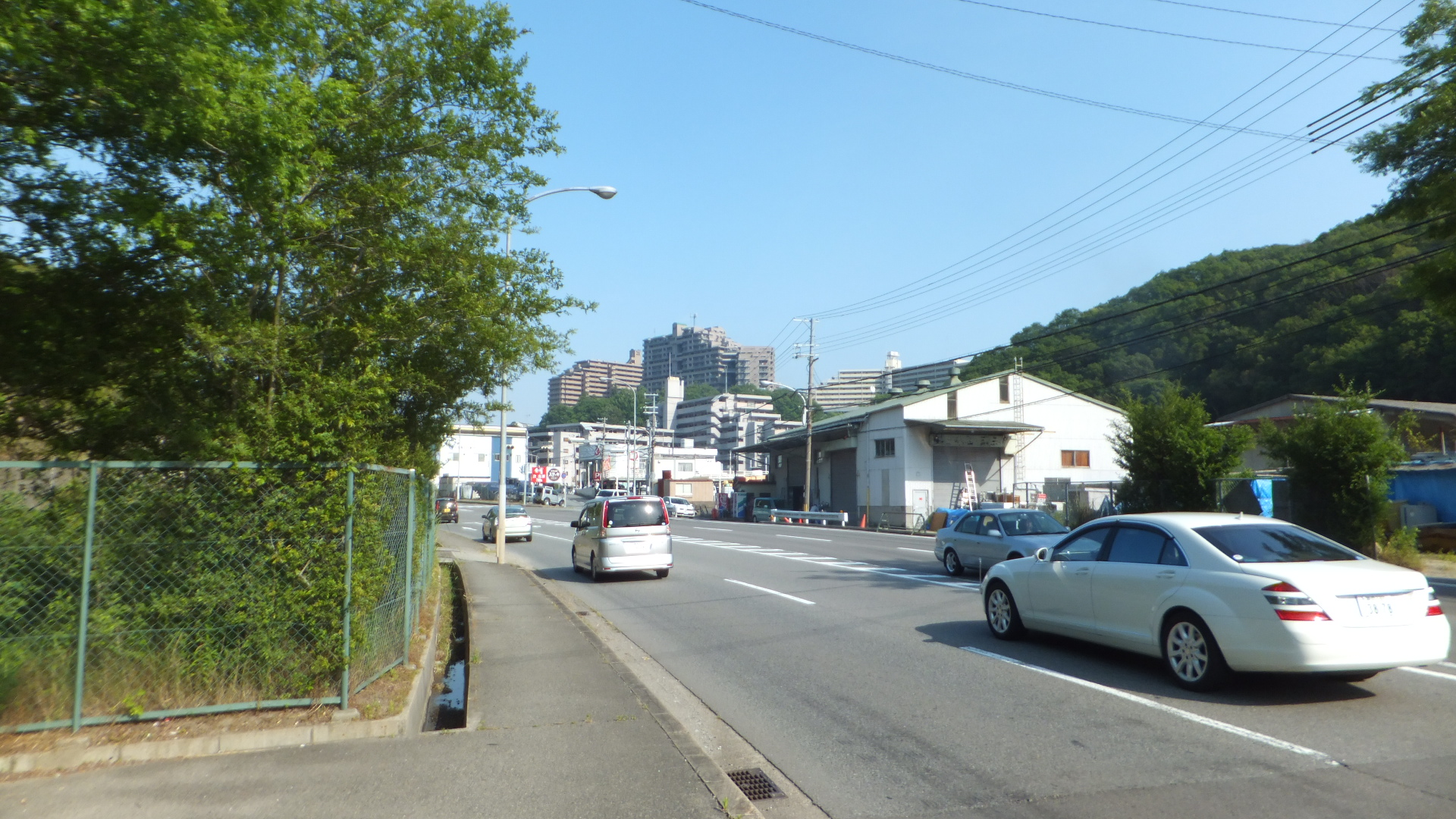
須磨区と西区の境目 神戸市西区伊川谷町布施畑で撮影
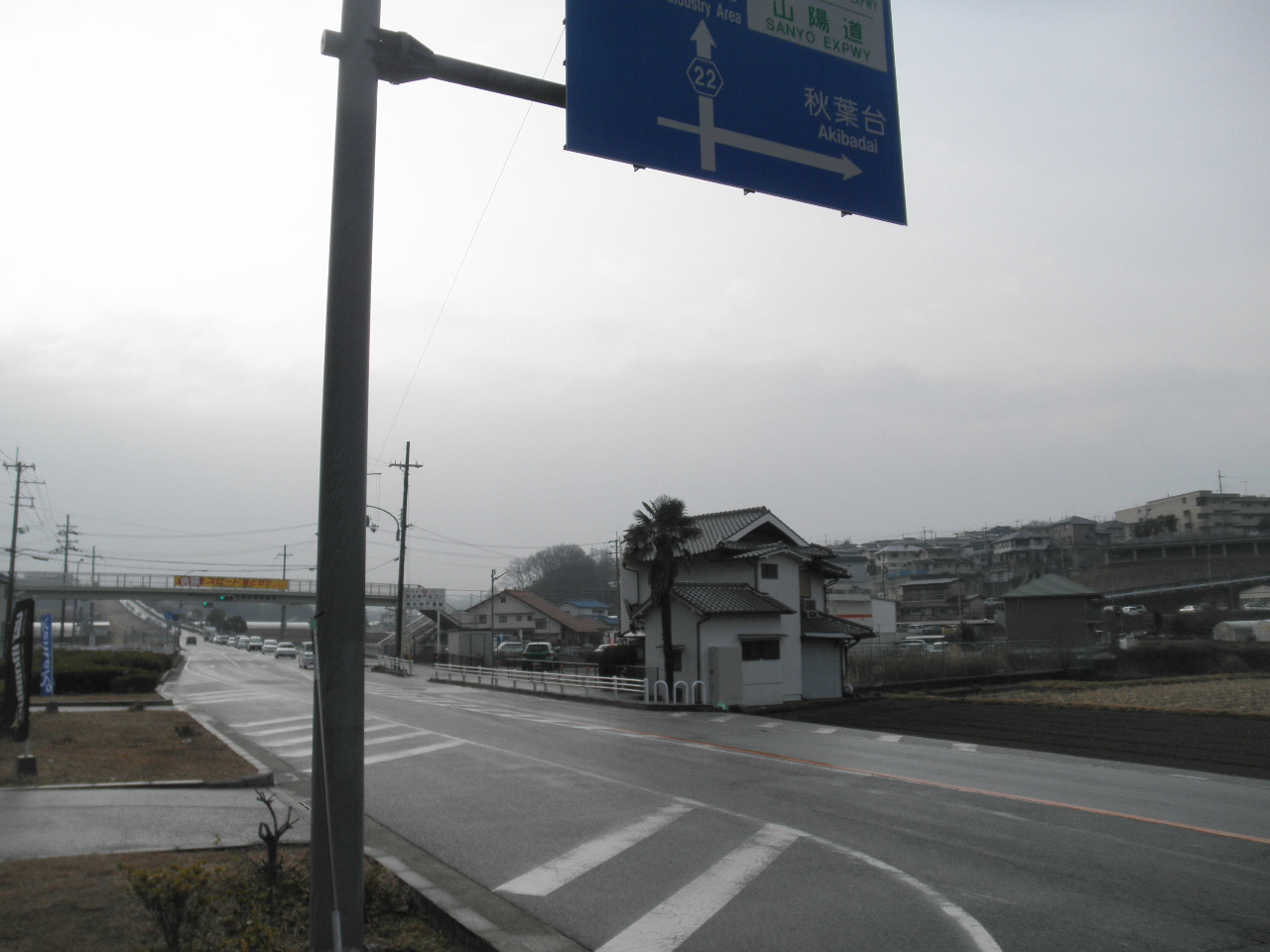
神戸電鉄粟生線木幡駅付近 神戸市西区押部谷町木津字居垣内で撮影
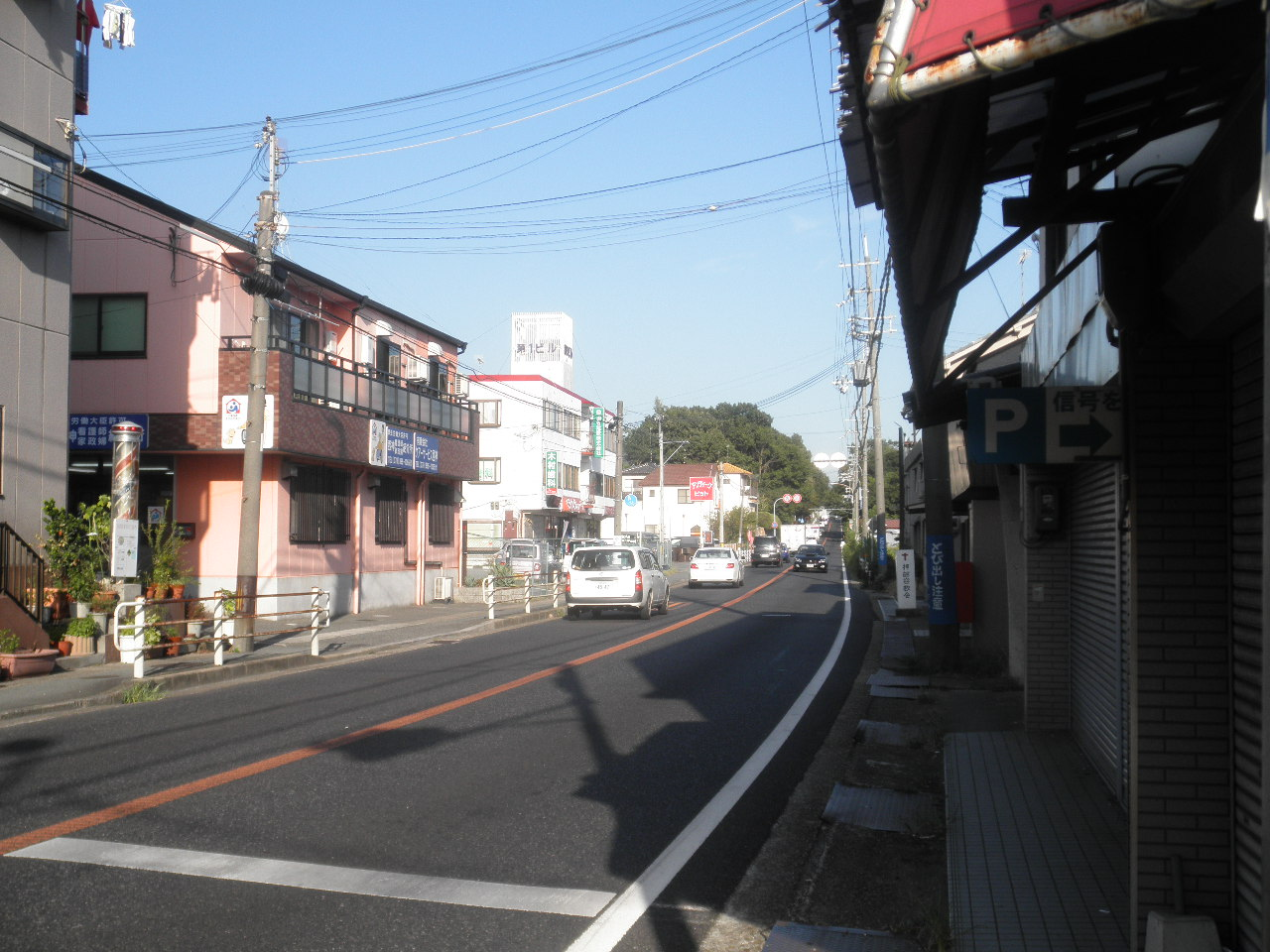
神戸電鉄粟生線押部谷駅付近 神戸市西区押部谷町福住で撮影

### 三木市
市内の東側は志染丘陵になっており、神戸電鉄粟生線の沿線、緑が丘・自由が丘の新興住宅地、および農地に接しており、1965年・1966年に志染町広野新開以西の旧来の小径コースを改良して新道にしてから見通しが良く、西側は三木山の山間を通る山岳路線であり、福井字鶯谷以西は旧国道175号である。そして、終点付近は三木市街である。

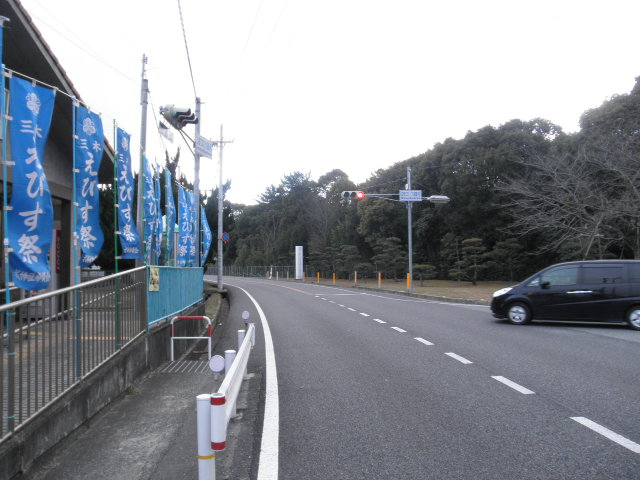
神戸電鉄粟生線広野ゴルフ場前付近 三木市志染町広野8丁目で撮影
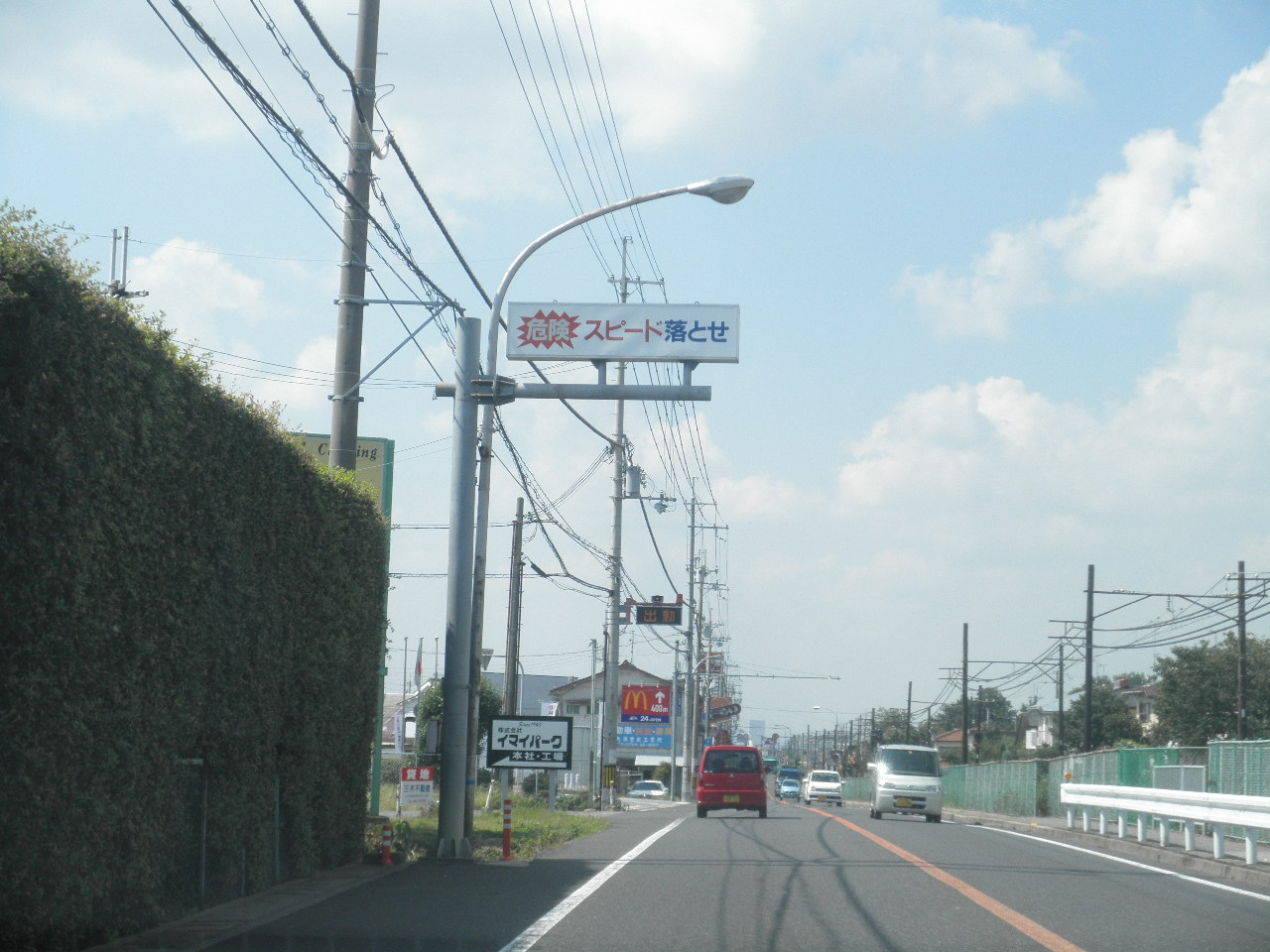
三木市消防本部広野分署前 三木市志染町中自由が丘2丁目で撮影
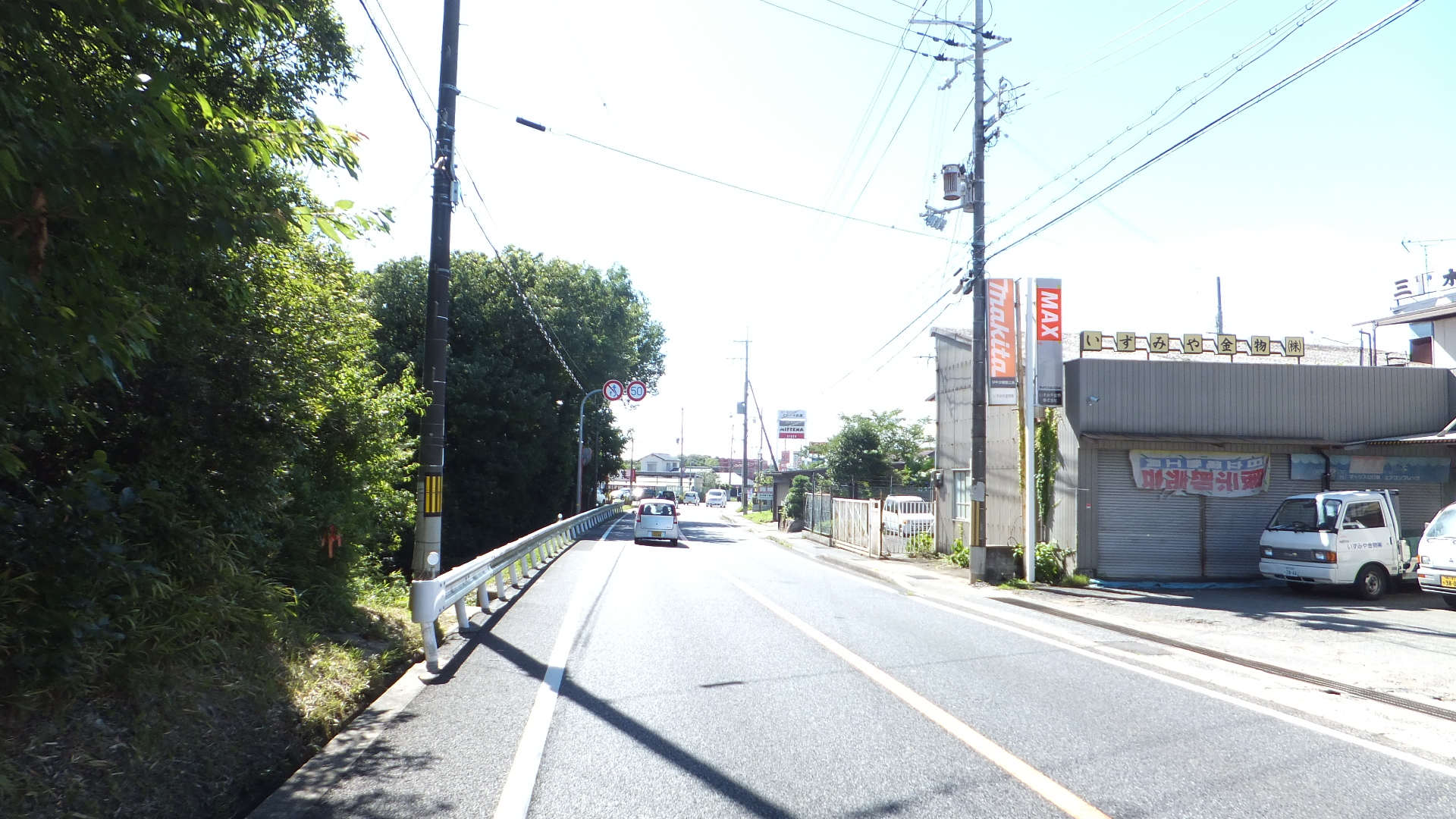
三木山の山岳路線付近 三木市福井字八幡谷付近

### 路線データ
- 起点：神戸市長田区山下町1丁目（西代交差点、兵庫県道21号神戸明石線交点）
- 終点：三木市福井3丁目（福井交差点、兵庫県道20号加古川三田線交点）
- 総延長：35.971 km

## 歴史
- 1954年（昭和29年）
  - 1月20日 - 建設省（現・国土交通省）が指定県道神戸鳥取線の一部を主要地方道神戸三木線に指定。
  - 11月24日 - 兵庫県が県道22号神戸三木線を認定。
- 1993年（平成5年）5月11日 - 建設省から、県道神戸三木線が神戸三木線として主要地方道に再指定される[1]。

## 路線状況

### 通称
- 三木街道

### 峠
- 木見峠
- 白川峠

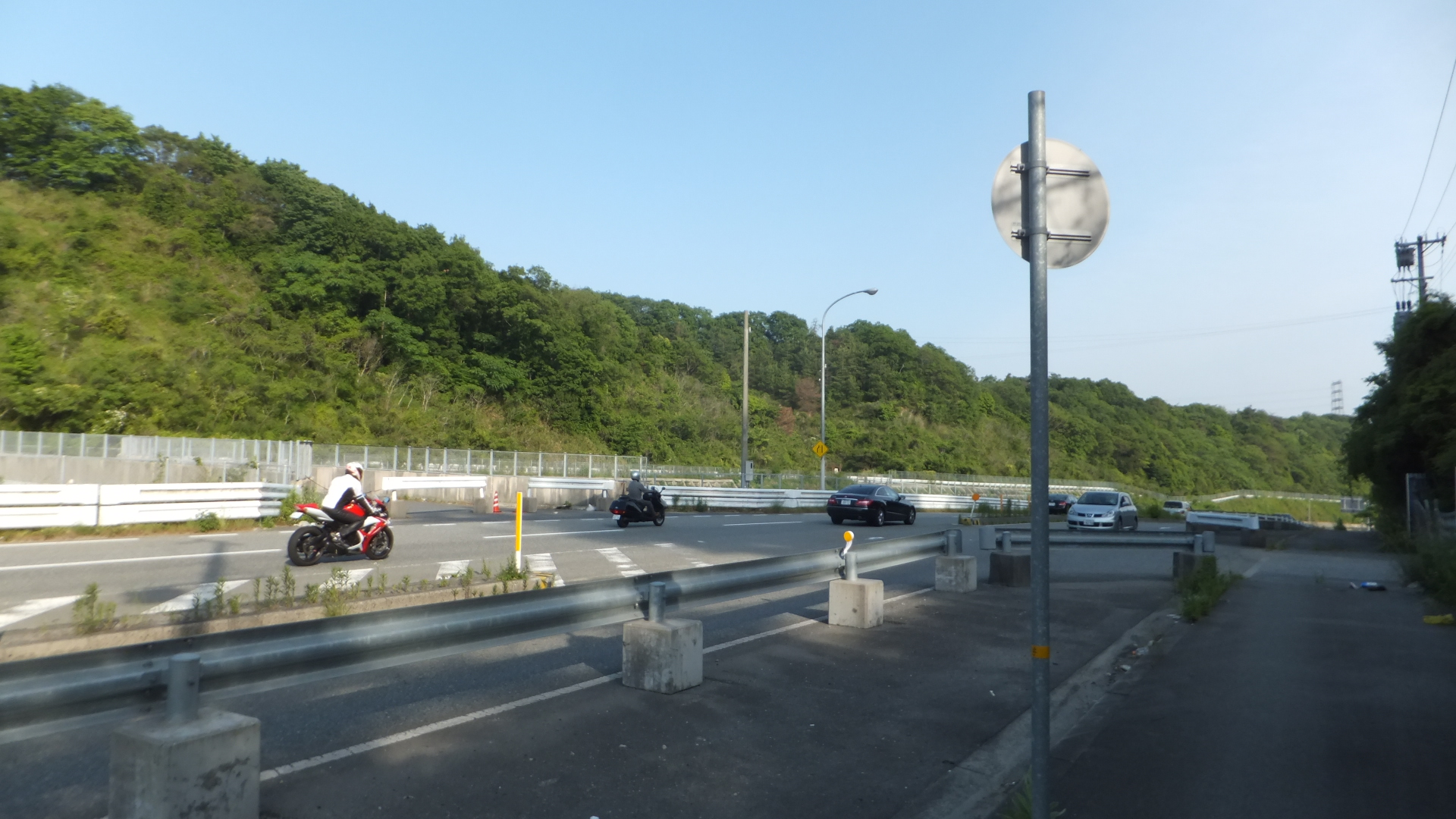
木見峠 神戸市西区伊川谷町布施畑で撮影
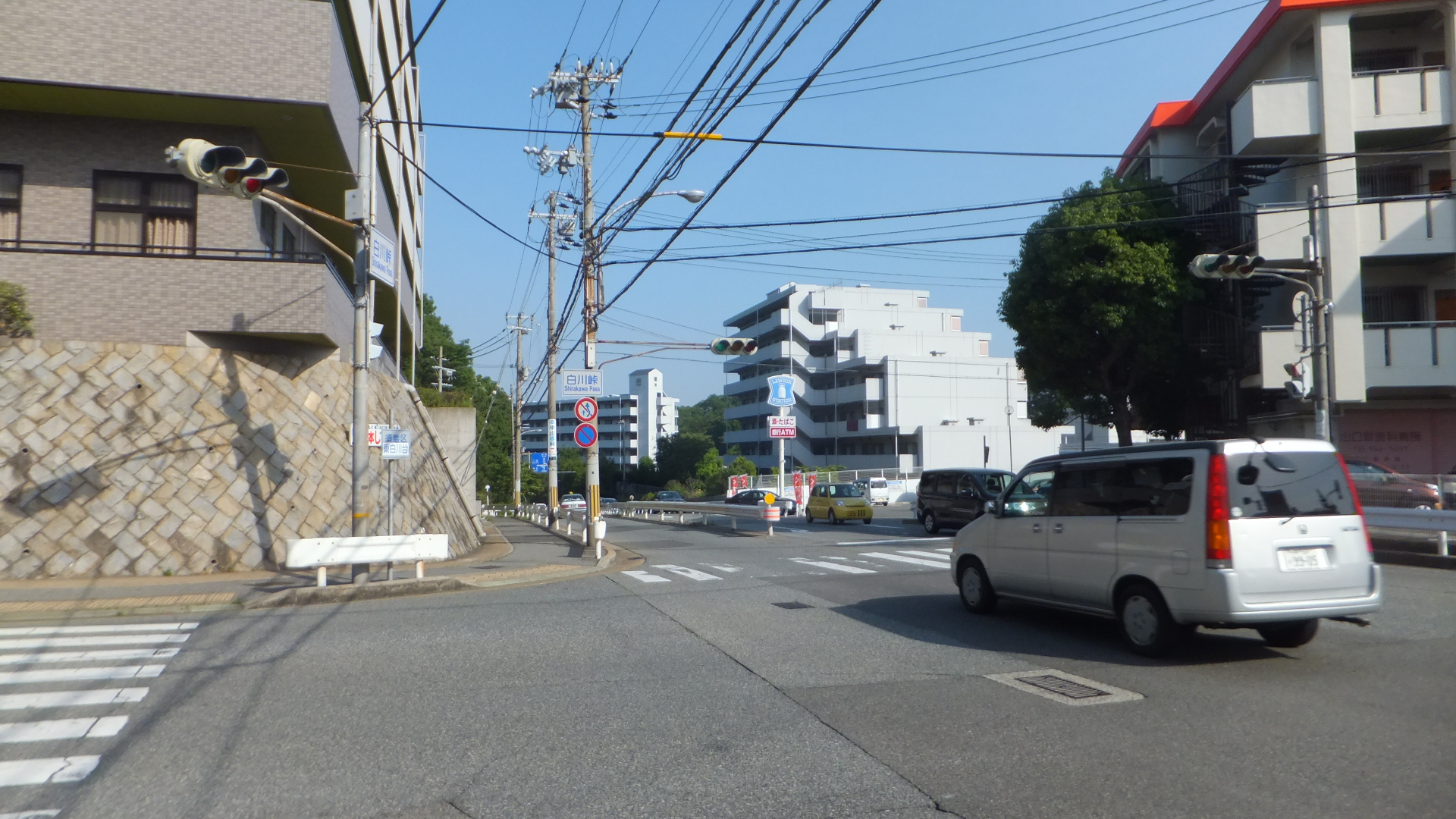
白川峠 神戸市須磨区東白川台2丁目で撮影

### バイパス
- 木見バイパス
  - 神戸市西区木津から同市同区木見まで至るバイパスである。神戸複合産業団地の南側を通過する。

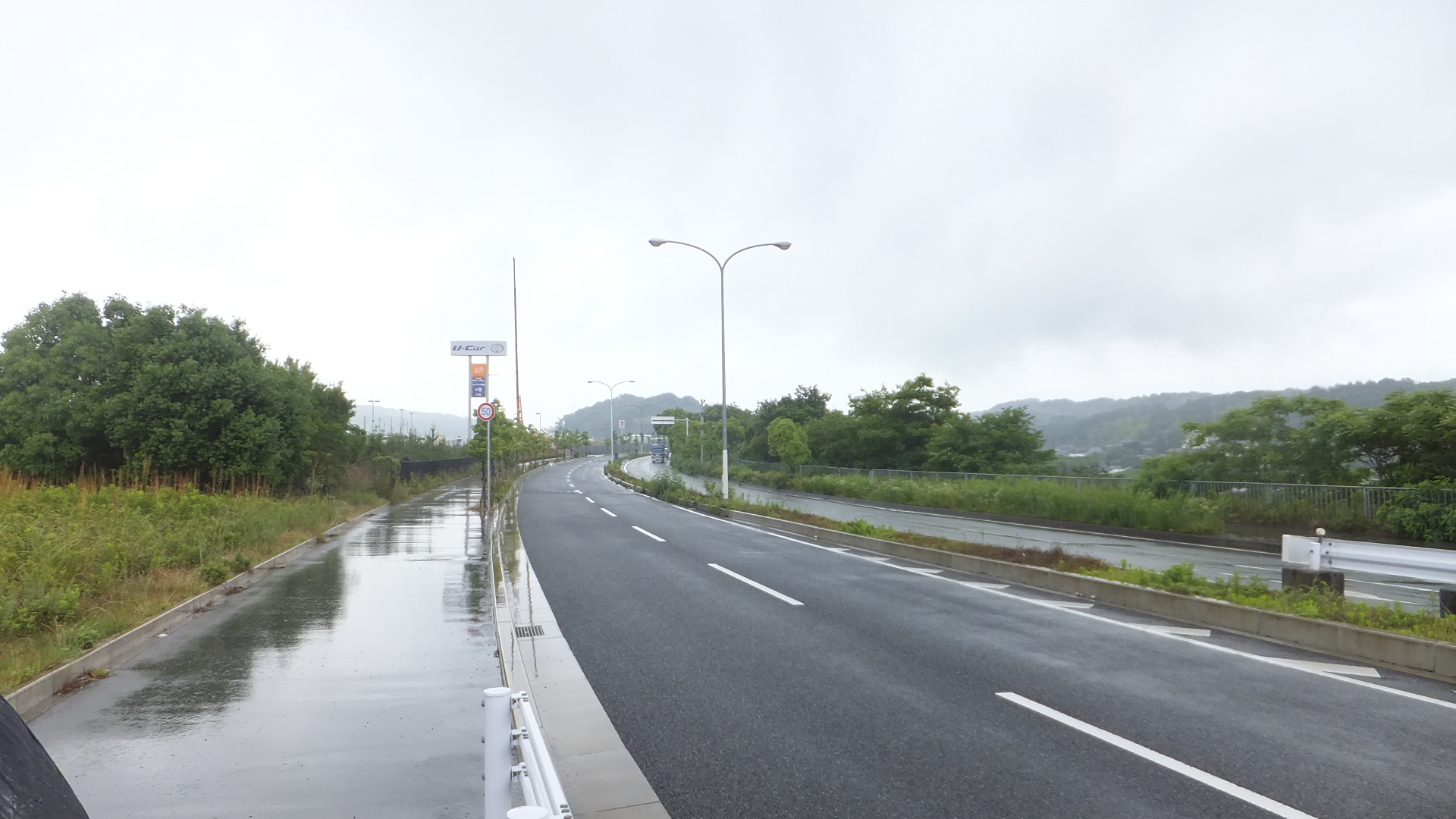
木見バイパス 神戸市西区見津が丘3丁目で撮影
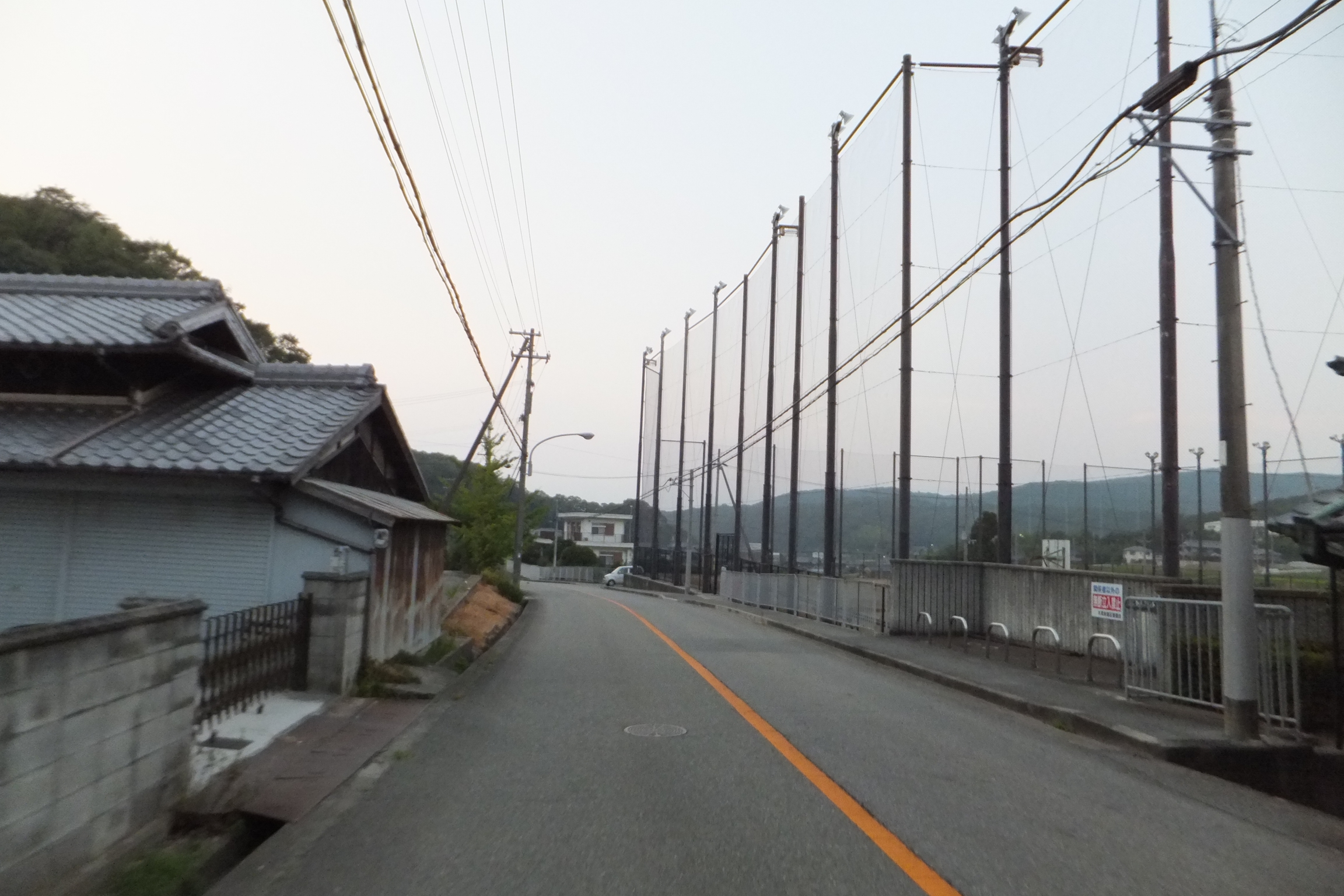
旧道の区間 神戸市西区押部谷町木見で撮影

### 重複区間
- 兵庫県道16号明石神戸宝塚線（神戸市須磨区白川字上側地 - 神戸市西区伊川谷町布施畑）
- 兵庫県道52号小部明石線（神戸市西区見津が丘4丁目）
- 兵庫県道513号三木環状線（三木市志染町広野 - 三木市別所町小林）

## 地理

### 通過する自治体
- 神戸市（長田区 - 須磨区 - 西区）
- 三木市

### 交差する道路
神戸市
- 兵庫県道21号神戸明石線（神戸市長田区山下町1丁目・西代交差点、起点）
- 神戸市主要地方道山麓線（神戸市須磨区前池町3丁目・前池町3丁目交差点）
- 神戸市道夢野白川線（神戸市須磨区車奥中ノ尾・車交差点）
- 兵庫県道16号明石神戸宝塚線（神戸市須磨区白川字上側地）
- 兵庫県道16号明石神戸宝塚線（神戸市西区伊川谷町布施畑・布施畑南交差点）
- 阪神高速道路北神戸線布施畑東IC（神戸市西区伊川谷町布施畑）
- 兵庫県道52号小部明石線（神戸市西区見津が丘4丁目・神戸西インターチェンジ南交差点）
- E2 山陽自動車道・E28 神戸淡路鳴門自動車道 神戸西IC（神戸市西区見津が丘4丁目）
- 兵庫県道52号小部明石線（神戸市西区見津が丘4丁目・木見東交差点）
- 兵庫県道563号神出山田自転車道線（神戸市西区押部谷町押部）
- 兵庫県道83号平野三木線（神戸市西区押部谷町西盛・西盛口交差点）
- 兵庫県道563号神出山田自転車道線（神戸市西区押部谷町西盛）

三木市
- 神戸市道緑が丘青山線（三木市緑が丘町本町1丁目・緑が丘駅北交差点）
- 兵庫県道513号三木環状線（三木市志染町広野1丁目・志染駅前交差点）
- 兵庫県道514号志染土山線（三木市志染町広野1丁目）
- 兵庫県道513号三木環状線（兵庫県道514号志染土山線 重複）（三木市別所町小林・小林東交差点）
- 兵庫県道20号加古川三田線（三木市福井3丁目・福井交差点、終点）

### 沿線にある施設など
- 西代駅
- Soleil西代
- 神戸山下郵便局
- ワコーレアベニュー山下町
- 板宿駅
- TSUTAYA板宿店
- ビバタウン板宿
- 神戸市立板宿小学校
- 滝川中学校・高等学校
- 須磨学園中学校・高等学校
- 禅昌寺
- 神戸市立妙法寺小学校
- 神戸市立白川小学校
- 神戸複合産業団地
- 神戸電鉄粟生線 木幡駅・栄駅・押部谷駅・緑が丘駅・広野ゴルフ場前駅・志染駅
- 神戸市立押部谷中学校
- 廣野ゴルフ倶楽部
- 緑が丘
- 自由が丘
- 三木市立広野小学校
- 兵庫県立三木東高等学校
- さつき台
- 三木山